# Kloosternaam
Kloosternaam is een term die wordt gebruikt in de rooms-katholieke en de oosters-orthodoxe kerken. Het is de nieuwe naam die mannen en vrouwen aannemen ter vervanging van hun 'gewone' naam of doopnaam bij het intreden in een klooster respectievelijk het lid worden van een door de Rooms-Katholieke Kerk erkende orde of congregatie.
De achtergrond van het aannemen van een kloosternaam is dat daarmee tot uitdrukking wordt gebracht dat de betrokken man of vrouw vanaf het moment van intreden een nieuwe identiteit krijgt en aan een nieuw, aan God gewijd leven begint. Als regel wordt de naam van een heilige gekozen met wie de nieuweling zich verwant voelt en wiens leven en werk een bron van inspiratie voor hem of haar kan zijn. Gebruikelijk is dat men - ter vermijding van verwarring - geen kloosternaam kan kiezen die binnen zijn of haar klooster, orde of congregatie al door een andere, nog in leven zijnde medebroeder of -zuster is gekozen.